# Monticola sharpei erythronotus
El roquero de Lavauden (Monticola sharpei erythronotus) es una subespecie del roquero de Sharpe (Monticola sharpei), un ave paseriforme de la familia Muscicapidae. Es propia de la isla de Madagascar, en el Océano Índico. 

## Taxonomía
El roquero de Lavauden se consideraba una especie separada pero en la actualidad se clasifica como subespecie del roquero de Sharpe (Monticola sharpei). Se separaba a causa de varias diferencias morfológicas, pero no hay diferenciamiento genético suficiente. Primero se agruparon Monticola sharpei y Monticola bensoni (roquero de Benson) en  Monticola sharpei, y este taxón siguió el mismo proceso.

## Descripción
Es un ave de porte pequeño que deambula por el bosque. Los machos tienen obispillos azules, partes superiores castañas, cola naranja intenso con plumas centrales marrones y partes inferiores anaranjadas. Las hembras son mayormente de color marrón con una coloración anaranjada en las partes inferiores y no poseen obispillo azul. Los machos se distinguen de otros roqueros por su espalda oscura rufa, mientras que las hembras poseen colas naranja brillante y no poseen pintas blancas en el pecho.

## Distribución y hábitat
Es un habitante endémico de Madagascar donde habita únicamente en las montañas Amber en el norte de la isla. Su hábitat natural son los bosques siempreverdes montanos húmedos de altitudes medianas entre los 800 y 1300 m de altura.